# Федя. Народный футболист
«Федя. Народный футболист» — российский биографический спортивный фильм 2024 года режиссёра Николая Акелькина о футболисте московского «Спартака» Фёдоре Черенкове.

## Сюжет
Молодой футболист Фёдор Черенков по совету начальника московского «Спартака» Николая Старостина попадает в команду, которую тренирует Константин Бесков. После трудных тренировок в дубле Черенков закрепляется в основе, а затем становится незаменимым игроком «Спартака».
Сюжет фильма охватывает основные эпизоды в жизни и карьере Черенкова до чемпионства «Спартака» в 1987 году. Показаны жена и дочь Черенкова, видящих его гораздо чаще по телевизору, чем дома. Показана борьба Черенкова с психической болезнью через эпизоды с матчем против «Андерлехта» и трагедии в «Лужниках».
Главный тренер сборной СССР Валерий Лобановский не берёт Черенкова на чемпионат мира 1986 года, что становится для него очередным потрясением. Он собирается досрочно завершить карьеру, но всё-таки возвращается на поле.

## Производство
Фильм снят продюсерским центром «Сделано в Дело» Сергея Шишкарёва при участии IVAN Production и поддержке Фонда кино. Партнёр проекта — онлайн-кинотеатр Okko, дистрибьютор «НМГ Кинопрокат».
Съёмки проходили с 4 июля по 27 октября 2023 года в Москве (ВДНХ, Театр на Таганке) и Беларуси (Минск, Костюковка (Гомель), Барановичи).
В российский прокат лента с бюджетом в районе 600 миллионов рублей вышла 31 октября 2024 года.
Телевизионная премьера фильма состоялась 2 мая 2025 года на телеканале НТВ.

## В ролях
- Стас Румянцев — Фёдор Черенков
  - Дмитрий Калихов — Черенков в детстве
- Николай Фоменко — Константин Бесков
- Борис Щербаков — Николай Старостин
- Александра Дроздова — Ольга, жена Черенкова
- Игорь Петренко — отец Черенкова
- Ольга Фадеева — мать Черенкова
- Сергей Мигицко — доктор
- Александр Носик — тренер дубля
- Борис Каморзин — председатель федерации футбола
- Владимир Гуськов — Сергей Родионов
- Артём Черкаев — Ринат Дасаев
- Дмитрий Белоцерковский — Юрий Гаврилов
- Александр Новиков — Александр Бубнов
- Алексей Лонгин — Владимир Маслаченко
- Эльшан Алескеров — Станислав Черчесов
- Владимир Тимофеев — Фёдор Новиков
- Кирилл Гончаров — Алексей Михайличенко
- Павел Галынский — Олег Романцев
- Сергей Походаев — Владимир Высоцкий
- Сергей Чудаков — Валерий Лобановский

Дублёром Румянцева в футбольных эпизодах был Роман Воробьёв. Консультант фильма — Александр Бородюк.
Анастасия Черенкова, дочь Фёдора Черенкова, играет в фильме роль своей родственницы.